# La Cabrera (Madryt)
La Cabrera – gmina w Hiszpanii, w prowincji Madryt, we wspólnocie autonomicznej Madrytu, o powierzchni 22,4 km². W 2011 roku gmina liczyła 2565 mieszkańców.